# Fußball-Ozeanienmeisterschaft der Frauen 1983
Die Fußball-Ozeanienmeisterschaft der Frauen 1983 (engl.: OFC Women's Nations Cup) war die erste Ausspielung einer ozeanischen Kontinentalmeisterschaft im Frauenfußball; sie fand vom 28. November bis 4. Dezember 1983 in Nouméa (Neukaledonien) statt. Mit Gastgeber Neukaledonien sowie Australien, Fidschi und Neuseeland nahmen insgesamt vier Mannschaften teil. Gespielt wurde in einer einfachen Runde Jeder gegen Jeden. Die zwei erstplatzierten Mannschaften bestritten anschließend noch ein Finalspiel.
Sieger wurde Neuseeland durch einen 3:2-Finalsieg über Australien.

## Vorrunde
| Pl. | Land          | Sp. | S | U | N | Tore    | Diff. | Punkte |
| --- | ------------- | --- | - | - | - | ------- | ----- | ------ |
| 1.  | Neuseeland    | 3   | 2 | 1 | 0 | 021:100 | +20   | 05:10  |
| 2.  | Australien    | 3   | 2 | 1 | 0 | 018:000 | +18   | 05:10  |
| 3.  | Neukaledonien | 3   | 1 | 0 | 2 | 002:110 | −9    | 02:40  |
| 4.  | Fidschi       | 3   | 0 | 0 | 3 | 001:300 | −29   | 0:60   |

|                   |   |               |       |
| 28. November 1983 |   |               |       |
| Neukaledonien     | – | Fidschi       | 2:0   |
| Neuseeland        | – | Australien    | 0:0   |
| 30. November 1983 |   |               |       |
| Australien        | – | Neukaledonien | 5:0   |
| Neuseeland        | – | Fidschi       | 15:10 |
| 2. Dezember 1983  |   |               |       |
| Australien        | – | Fidschi       | 13:00 |
| Neuseeland        | – | Neukaledonien | 6:0   |

## Finale
|                  |   |            |           |
| 4. Dezember 1983 |   |            |           |
| Neuseeland       | – | Australien | 3:2 n. V. |